# Minoru Takenaka
Minoru Takenaka (竹中 穣 Takenaka Minoru?), född 19 november 1976 i Hiroshima prefektur, är en japansk före detta fotbollsspelare.
Takenaka började sin karriär 2000 i FK Atlantas Klaipėda. 2003 flyttade han till Yokohama FC. Efter Yokohama FC spelade han för FC Machida Zelvia. Han avslutade karriären 2008.